# Arugba
Pour plus de détails, voir Fiche technique et Distribution.
Arugba est un film nigérian réalisé en 2008.

## Synopsis
Adetutu se trouve face à de multiples responsabilités. Elle doit jongler entre son statut de Arugba (vierge) lors des festivités annuelles de sa communauté, ses études à l’université, un ami souffrant dont elle doit s’occuper… Sans compter Adejare, un roi exigeant qu’elle doit affronter, un début de carrière musicale et une affection grandissante pour Makinwa, un artiste très doué, qui gâte sa relation avec les autres femmes de son groupe musical.

## Fiche technique
- Réalisation : Tunde Kelani
- Production : Mainframe Productions
- Scénario : Ade Adeniji
- Image : Lukman AbdulRahman
- Son : Bode Odeyemi
- Musique : Wole Oni Adunni & Nefretiti Segun Adefila
- Montage : Frank Anore Hakeem Olowookere
- Interprètes : Bukola Awoyemi Peter Badejo Segun Adefila Kareem Adepoju Lere Paimo

## Récompenses
- Nomination pour l'Africa Movie Academy Award du meilleur film